# Betta burdigala
Betta burdigala — тропічний прісноводний вид риб з родини осфронемових (Osphronemidae), підродина макроподових (Macropodusinae).
Назва виду походить від латинської назви французького міста Бордо (лат. Burdigala - Бурдігала), яке славиться своїми червоними винами; забарвлення риб відповідає бордовому кольору старого вина.
Належить до групи видів B. coccina, яка включає B. coccina, B. tussyae, B. persephone, B. rutilans, B. brownorum, B. livida, B. miniopinna, B. burdigala, B. uberis та B. hendra. Ця група має монофілетичне походження.
Схожа риба з індонезійської частини острова Калімантан, що раніше була відома в акваріумах як B. cf. burdigala ‘Kubu’, B. sp. ‘Sukadana’ і B. sp. ‘Pangkalanbun’, 2006 року була описана як B. uberis.

## Опис
Як і решта представників групи coccina, бурдіґала є маленькою, стрункою й видовженою бійцівською рибкою. Може сягати 3,5-4 см загальної довжини. Стандартна (без хвостового плавця) довжина голотипа 23,8 мм. Загальна довжина становить 131,0-132,3 % стандартної, предорсальна (до спинного плавця) довжина 52,8-54,9 %, довжина основи спинного плавця 26,8-28,6 %, преанальна (до початку анального плавця) довжина 42,5-45,5 % стандартної довжини.
У спинному плавці 1 твердий і 13-14 м'яких променів, в анальному 1-2 твердих і 23-24 м'яких. 11-11½ субдорсальних (під спинним плавцем) лусок; 8-9 абдомінальних хребців.
Риби мають винно-червоне забарвлення. На лусках та плавцях (ближче до основи) розкидані синьо-зелені крапочки. Спинний плавець має тонку білу облямівку, кінчики черевних плавців також білі. Очі яскраво-блакитні.
Самці мають довші й більш загострені спинний та анальний плавці й трохи густіше забарвлення.
B. burdigala зовні дуже схожа з B. uberis, ці два види буває важко розрізнити.

## Поширення
Ендемік острова Банка, розташованого неподалік від східного узбережжя Суматри, індонезійська провінція Банка-Белітунг. Вид був виявлений акваріумістом Нойґенбауером (Neugenbauer) серед вторинного тропічного лісу, за 4 км на північ від села Біканг (Bikang) на дорозі з Коба (Koba) до Тобоалі (Toboali). Орієнтовна територія поширення B. burdigala становить 4-10 км².
Риб ловили під час високої води серед коріння дерев та рослин. Вони зустрічаються в дуже мілких (глибиною менше 15 см) водоймах з кислою (pH 3,8–5,1) дуже м'якою (0-1 °GH, 0-1 °KH) водою коричневого кольору, що має температуру 24-27 °C та провідність 20 мкСм/см. Ці біотопи часто завалені опалим листям та гілочками.
Широкомасштабне вирубування лісів спричиняє деградацію водойм, в яких мешкає бурдіґала. Не відомо жодних природоохоронних заходів, спрямованих на збереження цього виду. Ймовірність його вимирання в період 2010—2050 років через втрату середовищ проживання оцінювали в 22-97 %.

## Біологія
У природі бурдіґали харчуються дрібними безхребетними та комахами. Для виведення потомства будують гнізда з бульбашок.

## Утримання в акваріумі
В акваріумах B. burdigala є рідкісним видом.
Краще тримати цих риб парами. Їм потрібна м'яка, кисла вода з показником pH у межах 5,5-6,0; температура 23–26 °C. Для пари вистачає акваріума на 20 літрів. Він має бути густо засаджений рослинами, які служитимуть рибам за схованки. Ґрунт — дрібний чорний гравій. Бурдіґала не любить багато світла, тому рекомендується використання плавучих рослин. Легка аерація через губчастий фільтр, кілька пучків яванського моху, трохи сушеного листя дуба та покладений боком керамічний горщик доповнюють необхідну обстановку.
Корм — дрібний живий.
Під час нересту самець спочатку будує невеличке гніздо з піни під плавучими рослинами, в акваріумі він може використовувати також плавучі пластикові контейнери або шматки ПВХ-труб діаметром 1½ дюйми. У цей час він стає набагато агресивнішим. Для будівництва гнізда завжди шукає темне місце.
Після нересту самка може залишатися в нерестовищі. Самка охороняє територію, а самець — кладку. Личинки вилуплюються з ікри за 36-72 годин після нересту, ще через 4-5 днів вони перетворюються на мальків і починають вільно плавати. Годівля та догляд за мальками не відрізняється від інших маленьких видів бійцівських рибок. Вже за кілька днів вони здатні їсти оцтових нематод та наупліуси артемій. Зазвичай батьки не чіпають своє потомство.
Нерест може повторитися з інтервалом у 2 тижні. В результаті, в одному акваріумі житимуть мальки різного віку. Трапляється, що один самець нереститься відразу з двома самками, кожна з них при цьому сумлінно чекає своєї черги.

## Відео
- SOLD: Betta burdigala Wild Betta Pair на YouTube by Fishchick Aquatics